# Carrhenes
Carrhenes là một chi bướm ngày thuộc họ Bướm nâu.